# 프랑스 오픈

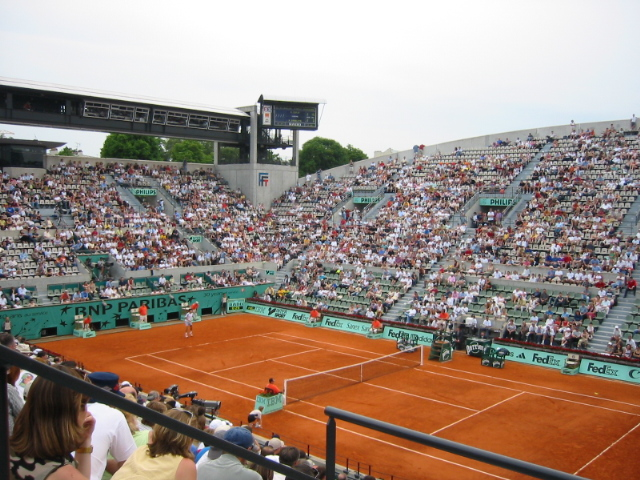
쉬잔 랑글렌 코트의 모습

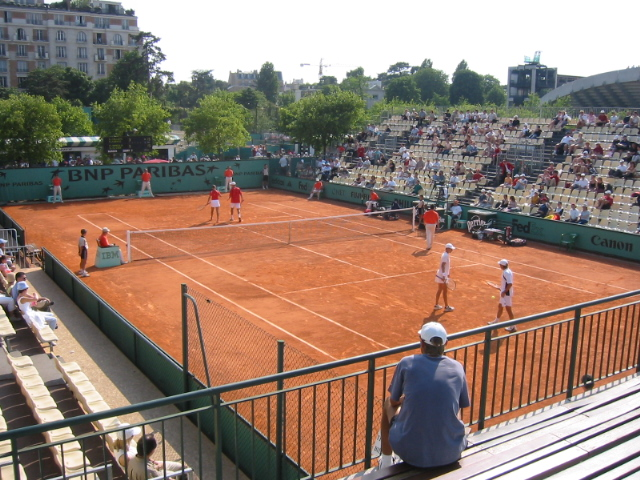
2번 코트의 모습

프랑스 오픈(영어: French Open; 프랑스어: Les Internationaux de France de Roland Garros 또는 롤랑가로스는 프랑스 파리에서 5월 말부터 6월 초에 걸쳐 2주간 열리는 메이저 테니스 대회이다. 4대 그랜드 슬램 대회 중 하나로서 호주 오픈 다음으로 연중 두 번째로 열리며, 세계에서 가장 권위있는 클레이 코트 대회이기도 하다. 그랜드 슬램 중 클레이 코트에서 열리는 대회는 프랑스 오픈이 유일하며, 봄철 클레이 코트 시즌의 마지막 대회이다.
프랑스 오픈은 세계에서 가장 권위있는 테니스 대회 중 하나이자 테니스 대회 중 전 세계 가장 많은 지역의 시청자들에게 중계되는 대회이다. 코트 재질의 특성상 공의 바운드가 매우 느리며 또한 남자 단식의 경우 마지막 세트에서는 타이브레이크 없이 진행되는 5세트 경기이기 때문에, 테니스 대회 중 가장 강인한 체력을 요구하는 대회로 여겨진다.

## 역사
공식적인 명칭은 Les Internationaux de France de Roland Garros 또는 Tournoi de Roland-Garros(각각 '롤랑 가로스 프랑스 국제 대회', '롤랑 가로스 대회'라는 의미의 프랑스어)로, '프랑스 오픈' 또는 프랑스어로 '롤랑 가로스'라는 이름으로 흔히 불린다.
이 대회는 1891년 Championat de France International de Tennis라는 이름의 프랑스 선수들만이 참가하는 국내 대회로 시작하였으며, 1897년에는 첫 여성 대회가 추가되었다. 1912년 대회 주최측은 기존의 전통적인 잔디 코트가 아닌, 붉은 벽돌의 분말로 만들어진 붉은 클레이(테르 바튀) 재질로 표면을 덮은 새로운 형태의 코트를 도입하였다. 1924년까지 이 대회에는 프랑스에서 선수 자격을 갖고 있는 사람만이 출전할 수 있었다.
1925년부터 프랑스 챔피언십(당시 명칭)은 외국의 유명 선수들도 대회에 참가할 수 있도록 참가 자격을 확대하였으며, 이 때부터 대회는 프랑스 레이싱 클럽(the Racing Club de France)과 프랑스 스타디움(the Stade Francais)의 잔디 코트에서 번갈아가며 열리게 되었다. '4총사' 또는 '필라델피아 4인방(Philadelphia Four)'라고 불리던 4명의 프랑스 선수(르네 라코스트, 장 보로트라, 앙리 코셰, 그리고 자크 브뤼뇽)들의 활약으로 프랑스가 1927년 미국에서 열린 데이비스 컵 대회에서 우승한 이후, 프랑스는 1928년 대회는 포르트 도퇴유(Porte d’Auteuil)의 새로운 경기장에서 대회 우승컵을 방어하기로 결정했다. '프랑스 스타디움'은 제1차 세계대전 당시 프랑스의 위대한 비행기 조종사였던 롤랑 가로스의 이름을 따 새 경기장의 이름을 짓는 조건으로 테니스 협회에 3 헥타르의 부지를 기증하였다. 그리하여 '롤랑 가로스 스타디움'으로 명명된 이 경기장과 그 센터 코트인 '필립 샤트리에 코트'(1988년 명명)에서 그 해 데이비스 컵이 열렸다. 필립 샤트리에 코트 앞에는 위 4명의 선수의 동상이 세워져 있다.
1945년부터 1947년까지 3년간 프랑스 오픈은 일시적으로 윔블던 다음으로 개최되어 연중 세 번째로 열리는 그랜드 슬램 대회가 되기도 했었다.
1968년 프랑스 챔피언십은 아마추어 선수와 프로 선수가 모두 출전할 수 있는 최초의 오픈 대회가 되었다.
1981년부터 가장 훌륭한 스포츠맨십을 보여준 선수에게 수여되는 프리 오랑쥬 상(Prix Orange)과 가장 인상적인 경기를 펼친 선수에게 수여되는 프리 시트롱 상(Prix Citron), 그리고 한 해동안 가장 놀라운 성적을 보여준 선수에게 수여되는 프리 부르죵 상(Prix Bourgeon)이 생겼다.
2006년부터는 대회가 일요일에 시작되기 시작하여, 첫날 3개 메인 코트에서 12건의 단식 경기를 치르고 있다. 또한 개회 전날에는 전통 행사인 베니 베르테 전시회(Benny Berthet exhibition day)가 열리며, 이 행사의 수익금은 전액 자선 단체에 기부된다.
2007년 3월 프랑스 오픈은 테니스 역사상 최초로 모든 라운드에서 남녀 선수에게 동일한 상금을 지급한다고 발표하여 주목을 받기도 했다.

## 코트의 특징
프랑스 오픈의 클레이 코트는 공 속도를 현저히 줄이면서 공이 높게 바운드 되어 잔디 코트와 거의 반대되는 특성을 지닌다. 따라서 잔디 코트에서와 같은 공격적인 플레이보다는 안정적인 수비가 우선이 되며, 위닝샷이 쉽게 나오지 않으므로 경기가 길어지는 경우가 많아 체력이 중요한 변수가 된다. 이러한 특성 때문에 그랜드 슬램 중 잔디 코트 대회인 윔블던이나 하드 코트 대회인 호주 오픈 및 US 오픈에서는 수 차례 우승한 선수들도 프랑스 오픈에서는 단 한 번도 우승하지 못한 사례가 많다. 존 뉴컴, 아서 애시, 지미 코너스, 보리스 베커, 스테판 에드베리, 피트 샘프라스, 마르티나 힝기스, 린제이 데이븐포트 등은 호주 오픈, 윔블던, US 오픈에서 모두 한 번 이상씩 우승을 했으나 프랑스 오픈에서만 우승하지 못한 선수들이다.
한편, 클레이 코트와 잔디 코트의 상반된 특성으로 인해 프랑스 오픈과 윔블던에서 모두 우승하는 것은 일반적으로 매우 어려운 일로 여겨진다. 특히 오픈 시대 이래 프랑스 오픈과 윔블던에서 모두 우승했던 남자 선수는 7명 뿐이었는데, 그들은 양대 대회 우승을 달성한 차례로 각각 로드 레이버, 얀 코데시, 비외른 보리, 안드레 애거시, 라파엘 나달, 로저 페더러, 그리고 노박 조코비치이다.

## 상금 및 랭킹 포인트
2015년 총상금액이 28,028,6000 유로로 증가하였다. 각 라운드별 상금 및 랭킹 포인트는 다음과 같다.
| 경기     | 경기          | 우승       | 준우승      | 4강       | 8강       | 4회전     | 3회전    | 2회전    | 1회전    |
| 단식     | 포인트(남/여) | 2000       | 1200 / 1300 | 720 / 780 | 360 / 430 | 180 / 240 | 90 / 130 | 45 / 70  | 10/10    |
| 단식     | 상금          | €1,800,000 | €900,000    | €450,500  | €250,000  | €145,000  | €85,000  | €50,000  | €27,000  |
| 복식     | 포인트(남/여) | 2000       | 1200 / 1300 | 720 / 780 | 360 / 430 | 180 / 240 | 90 / 130 | –        | –        |
| 복식     | 상금*         | €450,000   | €225,000    | €112,500  | €61,000   | €33,000   | €18,000  | €9,000   | –        |
| 혼합복식 | 포인트        | 해당없음   | 해당없음    | 해당없음  | 해당없음  | –         | –        | 해당없음 | 해당없음 |
| 혼합복식 | 상금*         | €114,000   | €57,000     | €28,000   | €15,000   | –         | –        | €8,000   | €4,000   |

*팀당 지급액

## 방송 중계

### 프랑스
프랑스 텔레비지옹와 아마존 프라임 비디오는 프랑스 오픈 중계권을 2027년까지 보유하고 있다. 모든 11개 "야간 세션" 경기는 Prime Video를 통해 독점 중계된다.
프랑스 텔레비지옹의 프랑스 오픈 스튜디오 방송은 로랑 뤼야(Laurent Luyat)가 진행하며, 스튜디오는 전통적으로 필리프 샤트리에 코트(Court Philippe Chatrier)의 한쪽 테라스에 설치되어 운영된다.

### 미국
NBC는 1975년부터 프랑스 오픈 중계를 시작하였다. 2007년에 Tennis Channel이 이 대회의 유료 텔레비전 중계권을 획득하였으며, ESPN에 오전 경기(미국 시간 기준) 중계권을 재판매하여, 2007년부터 2015년까지 ESPN2를 통해 방송되었다. 2015년 8월, ESPN은 2016년부터 프랑스 오픈 중계권 재판매 계약을 종료하고 대회 중계를 중단하겠다고 발표하였다.
ESPN 측은 이 중계권 구조가 "나머지 세 개 메이저 대회에서 ESPN이 단독 중계권을 보유하는 성공적인 모델과 맞지 않는다"고 밝히며 중단 이유를 설명하였다.
Tennis Channel은 다른 중계 파트너를 찾는 대신, 새로운 모회사인 Sinclair Broadcast Group 하에서 프랑스 오픈 중계권을 자체 보유하기로 결정하였으며, 이로 인해 Tennis Channel의 중계량은 거의 두 배로 확대되었다.
2023년 대회부터 NBC는 일부 프랑스 오픈 중계분을 자사 스트리밍 서비스인 Peacock을 통해 독점 제공하기 시작했으며, 이는 이후 해에도 이어졌다.
2024년 6월에는, 2025년부터 TNT Sports가 미국 내 프랑스 오픈 중계권을 획득했다는 소식이 전해졌다. 이는 Warner Bros. Discovery와의 포괄적 계약의 일환으로, 계약에는 Eurosport와의 범유럽권 중계권 갱신도 포함되어 있다.

### 영국
BBC는 1981년부터 매년 프랑스 오픈 결승전을 중계하기 시작하였다(주로 Grandstand 또는 Sunday Grandstand 프로그램을 통해 방송하였다). BBC의 중계는 2011년까지 이어졌다. 2012년부터 2021년까지는 ITV Sport가 영국 내 프랑스 오픈 중계를 맡았다. Eurosport는 1989년부터 프랑스 오픈 중계를 시작하였으며, 2022년 기준으로 영국 내 프랑스 오픈 독점 중계권을 보유하고 있다.
Eurosport의 프랑스 오픈 스튜디오 진행은 바바라 셰트(Barbara Schett)가 마츠 빌란더(Mats Wilander)와 함께 맡고 있으며, 중계진으로는 사이먼 리드(Simon Reed), 크리스 브래드냄(Chris Bradnam), 닉 레스터(Nick Lester), 배리 밀른스(Barry Millns)를 비롯하여, 조 듀리(Jo Durie), 애너벨 크로프트(Annabel Croft), 프루 맥밀런(Frew McMillan), 마일스 맥래건(Miles Maclagan), 아빈드 파르마(Arvind Parmar), 크리스 윌킨슨(Chris Wilkinson) 등이 참여하고 있다.

### 인도
인도에서는 과거에 Star Sports가 프랑스 오픈의 독점 중계권을 보유하고 있었다. 그러나 Sony Pictures Networks India 산하의 Sony Pictures Sports Network가 2022년부터 2024년까지 대회 중계권을 인수하였다.

### 대한민국
원래의 지상파 채널였으나, 2015년부터 2021년까지 JTBC 3 폭스 & 스포츠 중계하였으며, 2022년부터 유료 방송사인 CJ ENM(tvN SPORTS·tvN)와 온라인 스트리밍 채널인 TVING을 통해 대한민국 내 프랑스 오픈 독점 중계권을 보유하고 있다.

## 같이 보기
- 프랑스 오픈 남자 단식 역대 우승자
- 프랑스 오픈 여자 단식 역대 우승자
- 프랑스 오픈 남자 복식 역대 우승자
- 프랑스 오픈 여자 복식 역대 우승자